# Rừng Đen

Bản đồ Đức với Rừng Đen màu xanh lá cây.

Rừng Đen (tiếng Đức: Schwarzwald) là một dãy núi có nhiều cây ở Baden-Württemberg, phía tây nam Đức. Nó được bao bọc bởi các thung lũng Rhine ở phía tây và phía nam. Đỉnh cao nhất là Feldberg với độ cao 1.493 mét (4.898 ft). Khu vực này là gần như hình chữ nhật với chiều dài 200 km (120 dặm) và rộng 60 km (37 dặm). Do đó nó có diện tích khoảng 12.000 km2. Tên Schwarzwald, tức là Rừng Đen có từ thời những người La Mã gọi những ngọn núi dày đặc rừng như Silva Nigra, nghĩa là"Rừng đen", bởi vì sự phát triển dày đặc của các loài cây lá kim trong rừng bị chặn hầu hết ánh sáng trong rừng.

## Địa chất
Rừng Đen bao gồm một lớp sa thạch trên đỉnh của một lõi của gơnai và đá granit. Trước đây, nó được chia sẻ quá trình tiến hóa kiến tạo với các dãy núi Vosges gần đó. Sau đó trong thời kỳ Trung Eocene, một thời kỳ nứt ảnh hưởng đến khu vực và gây ra sự hình thành của graben Rhine. Trong thời kỳ băng hà cuối cùng của sự đóng băng Wurm, Rừng Đen được bao phủ bởi các dòng sông băng, các hồ nhỏ trên núi (hoặc hồ) như Mummelsee còn lại của thời kỳ này.

## Sông
Sông trong Rừng Đen bao gồm sông Donau (có nguồn gốc trong Rừng Đen là hợp lưu của Brigach và sông Breg), Enz, Kinzig, Murg, Nagold, Neckar, Rench, và Wiese. Rừng đen là một phần của sự phân chia lục địa giữa hệ thống thoát nước lưu vực Đại Tây Dương (dòng chảy của sông Rhein) và biển thoát nước lưu vực đen (cấp nước bởi sông Danube).

## Khí hậu
Xét về phương diện khí hậu, khu vực dãy núi thường có nhiệt độ thấp hơn và có lượng mưa cao hơn so với các khu vực thấp xung quanh dãy núi này. Các cao nguyên của Rừng Đen thường có lượng mưa đều đặn suốt năm. Khu vực ẩm ướt nhất là các cao nguyên của dãy Hornisgrinde về hướng bắc và xung quanh dãy Belchen và Feldberg về hướng nam. Ở các khu vực này, lượng mưa hàng năm đạt tới 1800 – 2100 mm. Gió tây mang đầy hơi ẩm thổi từ lục địa Atlantic đã tạo ra lượng mưa nhiều hơn ở vùng Rừng Đen ở phía bắc, đây là vùng có địa hình thấp so với những vùng nằm ở vị trí địa lý cao hơn của khu vực phía nam của Rừng Đen. Đối với các khu vực mở, không được che chắn ở phía tây của khu vực trung tâm của Rừng Đen thường có khí hậu khô hơn các khu vực khác. Chính vì thế, lượng mưa hàng năm ở các khu vực này rất thấp.